# 에어 프로덕츠
에어 프로덕츠 앤드 케미컬스(Air Products and Chemicals, Inc.)는 미국 기반의 국제 기업으로, 주 사업은 산업용 가스와 화학 물질을 판매하는 것이다. 에어 프로덕츠는 펜실베이니아주 동부 리하이 밸리 지역의 펜실베이니아주 트렉슬러타운에 본사를 두고 있다.
2024년 기준, 에어 프로덕츠는 리하이 밸리에서 다섯 번째로 큰 고용주이다.

## 역사

### 20세기

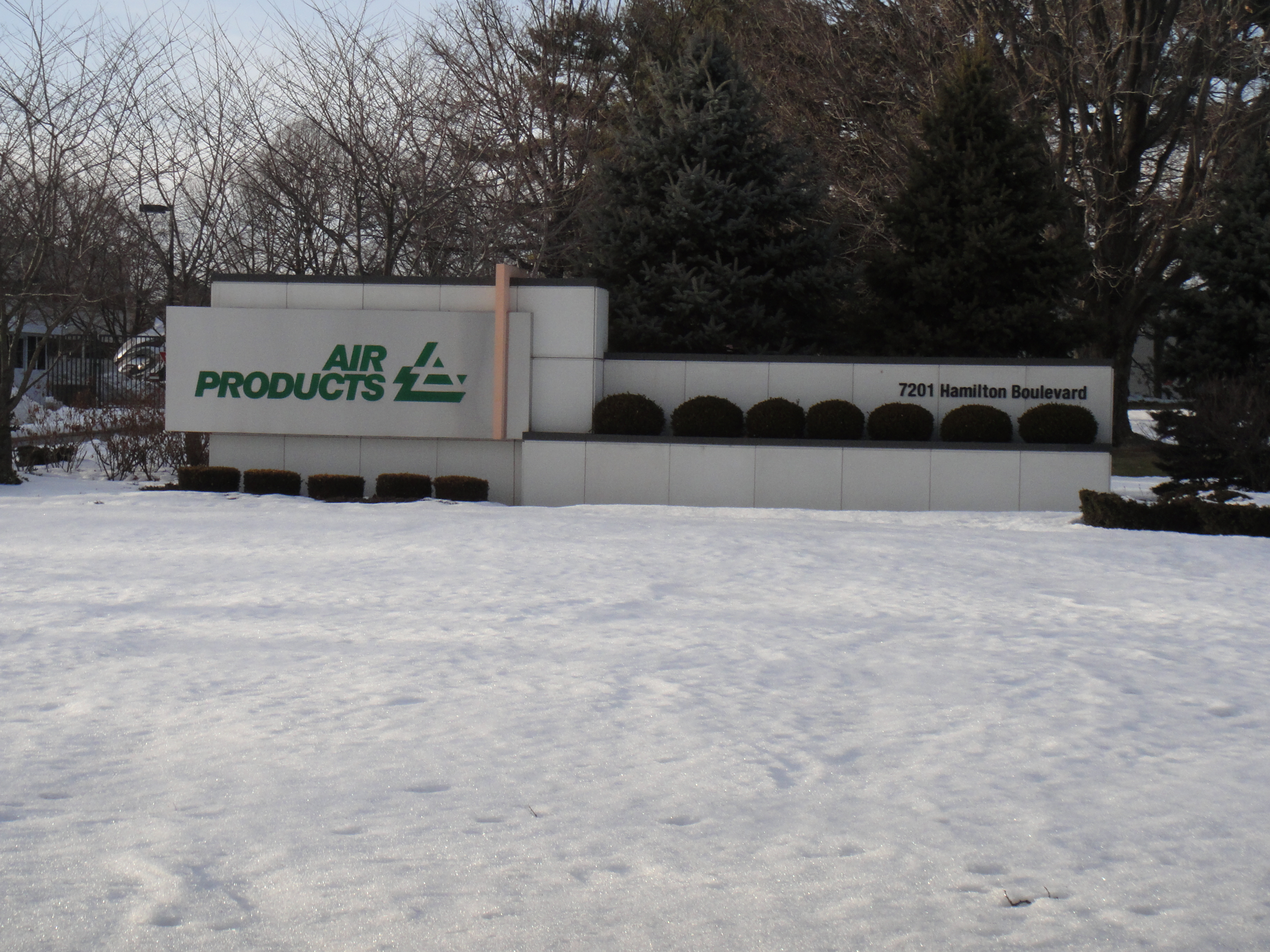
2014년 3월 펜실베이니아주 트렉슬러타운에 위치한 에어 프로덕츠 글로벌 본사

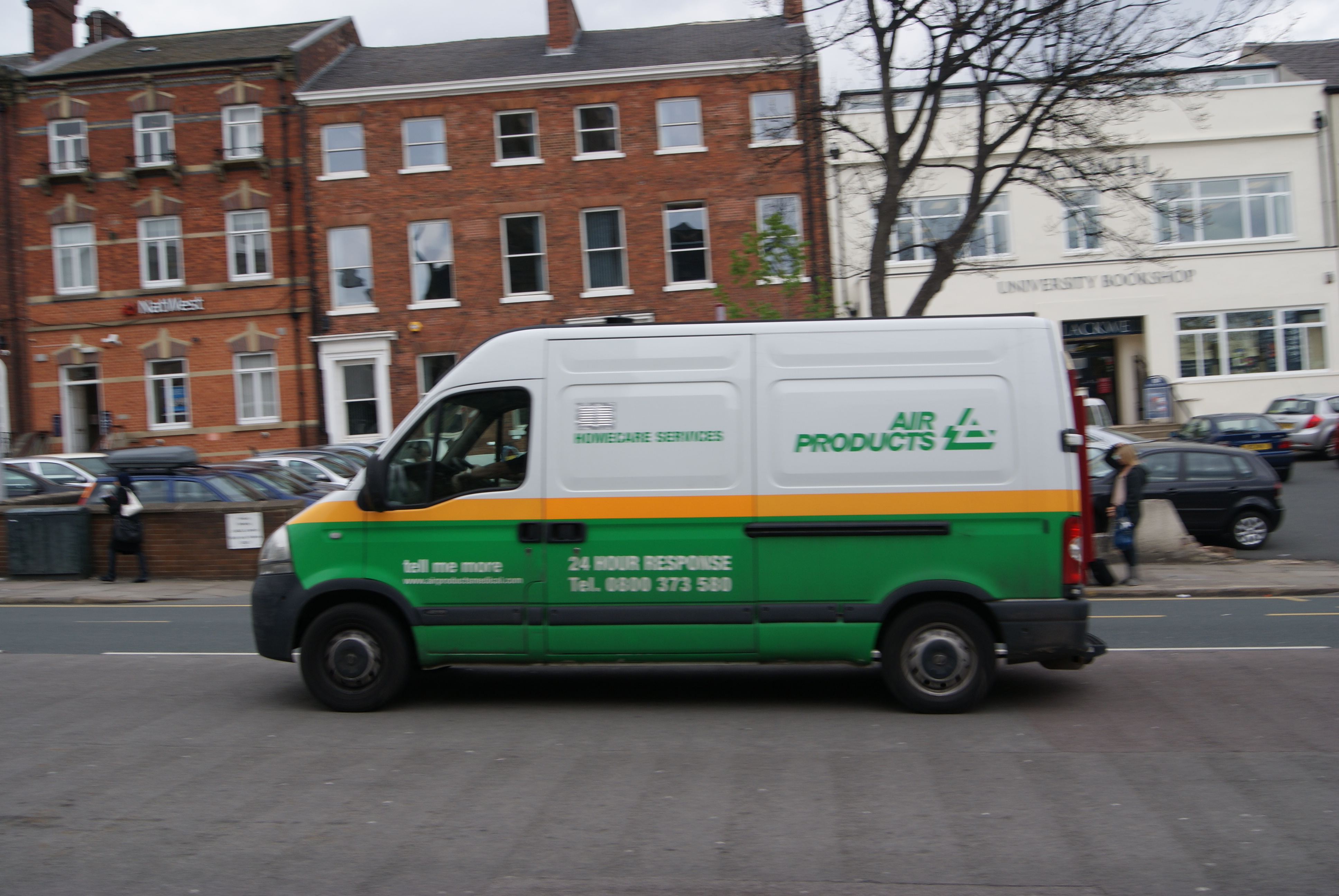
2010년 5월 리즈, 웨스트요크셔에 있는 에어 프로덕츠 밴

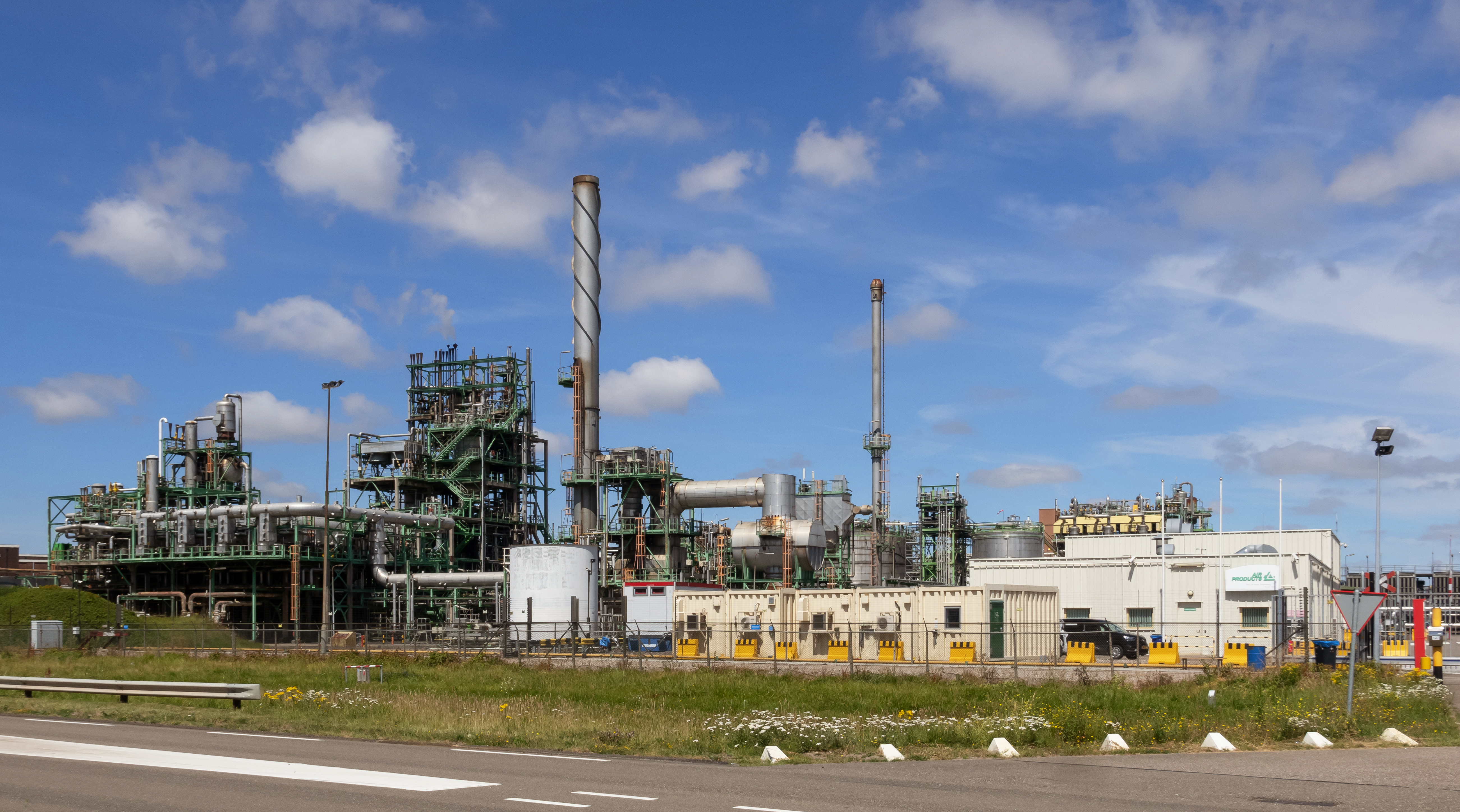
2022년 7월 로테르담에 있는 에어 프로덕츠 시설

에어 프로덕츠는 1940년 레너드 파커 풀이 디트로이트에 설립했으며, 다양한 형태의 산업용 가스 현장 생산 및 판매를 목표로 했다.
이듬해인 1941년, 미국이 제2차 세계 대전에 참전하면서 에어 프로덕츠는 고고도 군용 비행에 사용되는 산소 생산 및 미 공군과 연합군 공군의 필요를 충족하기 위한 이동식 발전기 제조를 시작했다.
1944년, 회사는 본사를 디트로이트에서 테네시주 채터누가로 이전하여 나치 독일과 추축국에 맞선 전쟁에서 미군 및 연합군의 필요를 충족하기 위한 산소 생산 제조 능력을 확장했다.
제2차 세계 대전이 끝난 후, 회사는 본사와 사업장을 제조 산업이 밀집한 펜실베이니아주 동부 리하이 밸리 지역의 펜실베이니아주 엠마우스로 이전했다. 1950년대 후반, 인근의 트렉슬러타운에 현재의 기업 본사 개발을 완료했다.
에어 프로덕츠는 대기 산업용 가스(산소, 질소, 아르곤, 수소, 이산화 탄소 포함), 공정 및 특수 가스, 고성능 소재, 화학 중간체를 전 세계의 기술, 에너지, 의료, 식품, 산업 시장 고객에게 제공한다.
에어 프로덕츠는 정유용 수소, 액화 천연 가스 기술 및 장비, 에폭시 첨가제, 가스 캐비닛, 첨단 코팅, 접착제를 생산한다.

### 21세기
2001년, 에어 프로덕츠는 워터리유즈 협회로부터 뛰어난 물 절약 노력으로 공로상을 수상했다. 이는 캘리포니아주 샌타클래라 제조 시설의 냉각 공정에 재활용수를 사용함으로써 매년 6,200만 미국 갤런(62백만 미국 갤런 (230,000 m3))의 식수를 절약한 공로이다. 이 상은 제25회 연례 워터리유즈 심포지엄에서 수여되었다. WRA는 대중과 환경의 이익을 위해 회수, 재활용, 재사용 또는 해수 담수화를 사용하여 교육, 건전한 과학, 기술을 통해 물 재사용 수용을 발전시킨 프로젝트를 인정한다.
에어 프로덕츠는 우주왕복선 외부 연료탱크에 액체 수소와 액체 산소 연료를 제공했다. 에어 프로덕츠는 50년 동안 나사와 협력 관계를 맺어왔으며, 모든 우주왕복선 발사 및 머큐리 및 아폴로 임무에 사용된 액체 수소를 공급했다.
2004년 1월, 에어 프로덕츠(NYSE: APD)는 메이플크로프트 기후 혁신 지수(CIIs) 리더로 선정되었으며, 기후 관련 혁신 및 탄소 관리 프로그램을 평가받은 미국 기반 기업 중 17번째로 큰 기업이다. 에어 프로덕츠는 현재 전 세계 여러 저명한 탄소 포집 및 저장 시범 프로젝트에 참여하고 있다.
2010년, 에어 프로덕츠는 시리즈 10 수소 주유소로 러시라이트 수소 및 연료전지 산업 상을 수상했다. 이 상은 영국과 아일랜드 전역의 조직들이 수소 및 연료전지 개발을 촉진하고 탄소 배출량 감축을 위한 추가 개발 및 자금 지원을 가능하게 함으로써 환경 기술 및 혁신을 기념한다.
2010년 3월, 기업 책임 매거진은 에어 프로덕츠를 100대 우수 기업 시민 목록에 포함시켰다.
2013년, 에어 프로덕츠의 고순도 내장 정제 아르곤은 볼츠만 상수의 더 정확한 값을 결정하는 데 사용되었다.
2015년 9월, 에어 프로덕츠는 재료 기술 사업부를 분사할 의사를 발표했다. 이 새로운 독립 회사 이름은 버섬 머티리얼즈였다. 분사는 2016년 10월 3일에 완료되었다. 버섬은 나중에 제약 회사인 머크에 인수되었다.
2017년 1월, 에어 프로덕츠는 성과 재료 부문을 에보니크에 매각 완료했으며, 회사는 산업용 가스 사업에 집중하게 되었다.
에어 프로덕츠는 처음에는 2022년 우크라이나 침공 및 이후 러시아에 부과된 국제 제재에 대응하여 러시아에서의 운영을 중단하기를 거부했다. 그러나 예일 경영대학원에 따르면 회사는 입장을 번복하고 이후 러시아에서의 지분을 처분했다.

### CEO
1. 레너드 풀: 1940-1973
2. 에드 돈리: 1973-1986
3. 덱스터 베이커: 1986-1992
4. 햅 와그너: 1992-2000
5. JP 존스: 2000-2008
6. 존 맥글레이드: 2008-2014
7. 세이피 가세미: 2014-2025
8. 에두아르도 메네세스: 2025-